# Bunium pinnatifolium
Bunium pinnatifolium là một loài thực vật có hoa trong họ Hoa tán. Loài này được Kljuykov mô tả khoa học đầu tiên năm 1998.